# گوراب (ملایر)
گوراب (ملایر)، روستایی از توابع بخش مرکزی شهرستان ملایر در استان همدان ایران است.

## جمعیت
این روستا در دهستان موزاران قرار دارد و براساس سرشماری مرکز آمار ایران در سال ۱۳۹۵، جمعیت آن ۲۵۱۲ نفر (۶۰۲ خانوار) بوده است.

## نام
نام این روستا گوراب است به علت حمله اعراب به ایران بعدها به جوراب تغییر یافت، هرچند که در گویش مردم محلی همواره از نام گوراب استفاده می‌شود. این منطقه را به این خاطر گوراب نامگذاری کرده‌اند که در گذشته تمامی آب‌ها و سیلاب‌های مناطق اطراف پس از باران به آنجا روانه می‌شد و پس از مدت کمی در زمین فرومی‌رفت، به همین علت به این منطقه گوراب گفتند؛ یعنی جایی که آب‌ها در زمین فرومی‌رود.

## تاریخ
دژ گوراب در این روستا قرار دارد که قدمت آن به ۴۳۰۰ سال قبل برمی‌گردد. در برنامه پژوهشی لایه نگاری تپه در سال ۱۳۸۵ که با انجام آزمایشات کربن ۱۴ بر روی مواد آلی موجود انجام گرفت قدمت لایه‌های تپه را چنین گفته‌اند:
- اولین لایه مربوط به هزاره پنج قبل از میلاد است.
- دومین لایه مربوط به سده ۶ و ۷ میلادی است.
- سومین لایه به عصر برنز می‌رسد.
- چهارمین لایه دوره تاریخی هخامنشی، اشکانی و ساسانی

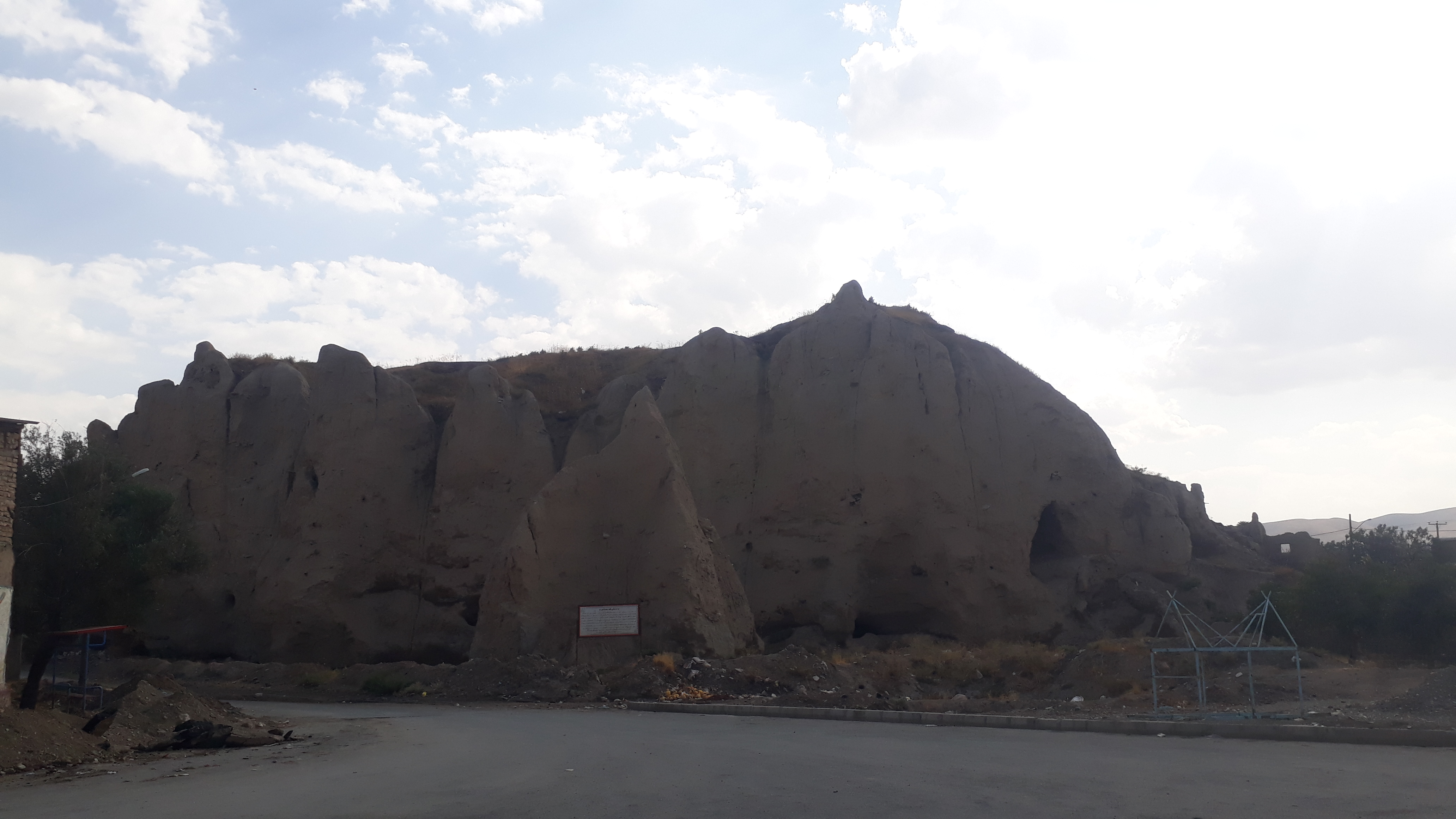

- بالاترین لایه دوره اسلامی که از اوائل اسلام دوره سلجوقی و ایلخانی را شامل می‌شود.[۴]

دژ گوراب یکی از بزرگ‌ترین و قدیمی‌ترین آثار تاریخی ملایر و ایران (دورهٔ اشکانیان و ساسانیان) است. مطالعات باستان‌شناسی نشان می‌دهد که از دوره مس وسنگ قدیم گروهی در محل فعلی تپه گوراب ساکن شدند که سفال‌های آنان با بخشی از سفال‌های ساکنان اولیه گیان در طبقه V a قابل مقایسه است بعد از آن در دوره گسترش فرهنگی اوروک به داخل زاگرس این مکان یکی از هشت کانون اصلی اقتصادی اوروکی‌ها در منطقه بدل می‌گردد که کار و فعالیت اصلی آن‌ها جمع‌آوری کالاهای مورد نیاز تمدن اوروکی در جنوب بین‌النهرین بود. پس از آن گروهی از مهاجران دامداری که قبلاً در گوراب از آن‌ها یاد شد در این مکان مستقر شدند. به نظر می‌رسد تداوم استقرار در این مکان تا دوره اخیر اسلامی وجود داشته لکن به خاطر ساخت یک قلعه مستحکم در دوره اشکانی بخش زیادی از این آثار فرهنگی تخریب شد اما پس از آن آثار دوره اشکانی و ساسانی و دوران اسلامی بر روی قلعه قابل مطالعه بر جای مانده است.

## در ادبیات
در داستان ویس و رامین که درمنطقه گوراب اتفاق افتاه است، آمده است: «گوراب نام کشوری بود، که فرمانروایش شاپور و رفیدا بودند»
سر افرازان چو شاپور و رفیدا / در آن کشور چو ماه و مهرپیدا

همچنین نقل شده که: «شاه موبد به آنجا که ویس است لشکر کشید و رامین که همراه شاه موبد به گوراب رفته بود، ویس را بدید و بر وی عاشق شد.»
به گوراب آمد و آورد لشکر / که آنجا بود ویس ماه پیکر
در این زمینه که آیا گوراب اسعد گرگانی، همان گوراب ملایر است یا خیر؟ ولادیمیر مینورسکی خاورشناس روسی می‌نویسد: «وضع گوراب روشن است و در جنوب همدان است.»

«گل بانوی» گوراب یکی دیگر از زیبا رویانی است که رامین او را به همسری برمی‌گزیند و در ابیاتی از منظومه، خود را چنین معرفی می‌کند:
ستوده گوهرم از سام و از باب / که این از همدان است و آن زگوراب
به من شد هر که درگوراب خسته / که من هستم کنون گوراب بانو

در شاهنامه فردوسی از گوراب به نیکی نام برده است که نشان از قدمت آن دارد.

به گورابه اندرنهادند روی / همه راه شادان و با گفتگوی